# Chrysosoma rubicundum
Chrysosoma rubicundum är en tvåvingeart som beskrevs av Becker 1922. Chrysosoma rubicundum ingår i släktet Chrysosoma och familjen styltflugor.
Artens utbredningsområde är Taiwan. Inga underarter finns listade i Catalogue of Life.